# Dorsal de Wyville-Thomson
La dorsal de Wyville-Thomson és una dorsal oceànica d'uns 200 km de llarg, situada entre les Illes Faroe i Escòcia, al nord de l'oceà Atlàntic. La dorsal separa el canal de Faroe-Shetland cap al nord de la depressió de Rockall cap al sud. La seva importància rau en el fet que forma part de la barrera entre les aigües més fredes del fons de l'oceà Àrtic de les aigües calentes del nord de l'Atlàntic.
La dorsal Wyville-Thomson deu el sou nom a Charles Wyville Thomson, qui fou pioner en la primera exploració de l'àrea.

## Geologia
La dorsal Wyville-Thomson, i la més petita, però similar, dorsal d'Ymir, formen la frontera del nord de la conca de Rockall, una estructura de rifts del Mesozoic. Actualment, la dorsal té forma anticlinal amb una amplitud de fins a 2 km, formada en un període entre l'Eocè i el Miocè. Es creu que aquest plec fou format per una reactivació d'una falla ja existent, i per tant, es tracta d'una estructura d'inversió.